# Erythrodolius granulosus
Erythrodolius granulosus là một loài tò vò trong họ Ichneumonidae.